# オルタモント・フリーコンサート
オルタモント・フリーコンサート（英語: Altamont Free Concert）は、1969年12月6日にカリフォルニア州トレイシー郊外にあるオルタモント・スピードウェイで開催された、ローリング・ストーンズ主催のフリー・コンサートである。
出演者はサンタナ、ジェファーソン・エアプレイン、フライング・ブリトー・ブラザーズ、クロスビー、スティルス、ナッシュ&ヤング、ストーンズだった。
会場の警備係に雇われたヘルズ・エンジェルスのメンバーがストーンズの演奏中に観客の一人を殺害する事件が起こり、別称『オルタモントの悲劇』としても知られている。

## 概要
ストーンズのアメリカツアーの最終日に行われた、ツアー中でも最大規模の野外のフリー・コンサート。集客人数は20万人から50万人とも言われている。彼等からファンへのクリスマス・プレゼントとして開催されたので入場は無料だった。
開催の決定から日数が少なく、また会場が開催日の前日に決定した事もあり、あらゆる面が準備不足で混乱を極めた。コンサートの警備業務を暴力団であるヘルズ・エンジェルスに委託したが、観客がメンバーに殺害されるという最悪の事態が起こった。その他にも様々な混乱が起きて計4人の死者が出る惨事になり、同年8月に開かれたウッドストック・フェスティバルと並んで、ロックの歴史に名を残す重大なイベントとなった。
コンサートの模様は映画用に撮影されており、事件からちょうど1年後の1970年12月6日に『ギミー・シェルター』のタイトルで上映された。

## 解説

### 開催まで
1969年11月7日、ストーンズ6度目のアメリカ・ツアーがコロラド州フォート・コリンズの州立大学でのコンサートから始まった。同月26日、メンバーは記者会見で、アメリカのファンへの感謝の印としてツアー最終日の12月6日にサンフランシスコで野外のフリー・コンサートを行う事を発表した。無料にしたのは、自分達が地元のマスコミに同月8日のロサンゼルス公演でビートルズの記録を超える収益を上げたことを中傷された事に対抗する意味合いもあった。
だが十分な計画もないままの開催決定だっただけに、会場の選定は困難を極めた。当初予定していた会場からは拒否され、やっとサンフランシスコ・シアーにあるポイント・レイストラックに決定したと思いきや、会場のオーナーが直前になって断ってきた。予定日直前に、オルタモント・スピードウェイのオーナー、ディック・カーターが、ただで宣伝してもらう代わりに会場を提供すると申し出てきた事により、ようやく開催地が決定した。
プロモーターのロッキー・スカリーから、アメリカのバイク集団ヘルズ・エンジェルスを会場の警備係に雇うことが提案された。エンジェルスは同年7月に行われたハイドパーク・フリーコンサートでも警備係を務め、コンサートをトラブルなく遂行させた事からストーンズもこの提案に同意し、タンクローリー1台分のビールで彼等を雇う事にした。
開催前日の12月5日、ラジオ局から会場が告知された。突然の予告はオルタモント付近に大規模な交通渋滞を引き起こした。

### 1969年12月6日
コンサート当日は、開催前から不穏な空気が流れていた。急転直下で開催場所が決まったイベントは十分に組織されておらず、セキュリティも万全ではなかった。麻薬中毒患者と思われる者たちが多数会場に入り込み、会場内ではLSDなどのドラッグが公然と配られた。秩序はたちまち崩壊、会場のあちこちで事件が起き、用意された医師の数では対処しきれなかった。ストーンズのメンバーは午後になってからヘリコプターで会場入りしたが、ミック・ジャガーは徒歩で移動中、錯乱状態にあった観客から顔面を殴られた。
コンサートが始まると観客は落ち着くどころかさらに暴徒化し、アーティストがまともに演奏できる状態ではなかった。警備するヘルズ・エンジェルスは暴力に訴えてこれをねじ伏せようとした。メンバーが観客を棒で叩きのめしている場面が映像に残されている。ジェファーソン・エアプレインの演奏中、観客の喧嘩を仲裁しようとステージから飛び降りたヴォーカリストのマーティ・バリンがエンジェルスの一人から殴られて卒倒失神してコンサートが中断されるという暴力沙汰も起き、会場はますます混沌とした状況になっていった。あまりの混乱に、グレイトフル・デッドは急遽出演を取りやめた。

### 殺害事件
ヘッドライナーのストーンズは、日没後になってようやく登場した。彼等はこのツアーから開演時間を過ぎても意図的に登場せず、観客を焦らしてからステージに上がるという方法を取り始め、ただでさえ理性を失った群集を余計に苛立たせた。メンバーがステージに上がった時、観客はステージの周りを取り囲む状態になっていた。「悪魔を憐れむ歌」の演奏中、ステージのすぐ前で観客とエンジェルスが衝突し演奏は中断された。ジャガーは必死に観客をなだめたが、もはや制御不能な状態にあった観客の前では無駄な努力に過ぎなかった。しばらくして演奏は再開されたが、混乱はなおも続いた。
殺害事件は「悪魔を憐れむ歌」の演奏中に起きたという文献もあるが事実ではなく、4曲あとの「アンダー・マイ・サム」の演奏が終わりに差し掛かった時に起きた。観客の一人だった18歳の黒人青年メレディス・ハンターがエンジェルスと乱闘を起こし、メンバーのアラン・パサーロにナイフで刺殺された。事件はステージからさほど遠くない場所で起きたが、ストーンズのメンバーは他の混乱に気を取られて気づかず、後になって知らされたという。ショーはその後も続けられ、終了後、メンバーはすぐにヘリコプターで会場を後にした。
この事件以外にも、二人の若者が暗闇の中で寝転んでいて自動車に轢かれて死亡、また麻薬の影響下にあったと見られる者が警察官に追われ、用水路に落ちて死亡し、死者は合計4人になった。因みに出産も4件報告されている。
ハンターを刺殺したパサーロは、ハンターが拳銃を持っていた事から殺害に及んだと主張した。事件の場面は映像にも映されており、ハンターが手に拳銃のような黒い物体を持っているところも確認されている。だが拳銃は見つからなかった。パサーロは裁判で正当防衛が認められ、無罪となった。
エンジェルスを雇う事を提案したスカリーは「契約にサインしたのはストーンズだ。当然の報いさ」と自らの責任を放棄する発言をした。

## 事件の影響
コンサート中に観客が会場の警備係に殺害されるという衝撃的な事件は、すぐさま各メディアによって大きく報じられた。ローリング・ストーン誌は1970年1月21日付けの記事で悲劇の詳細を報じて、1969年12月6日を「ロックンロールにとって最悪の日」と綴っている。
オルタモント・フリーコンサートはしばしば、4ヶ月前に行われたウッドストック・フェスティバルと対比させて語られる。愛と平和の祭典と謳われたウッドストックに対し、オルタモントの悲劇はそれを終わらせた一つの時代の区切りである、というものである。これに対しジャガーは1995年のインタビューで「俺はそういう事は一切考えなかった。それよりも殺された被害者に責任を感じ、ヘルズ・エンジェルスどもの振る舞いに対しひどいと感じた。ただそれだけさ」と語っている。また「悪魔を憐れむ歌」が事件と関連付けられるようになったので、この曲を歌う事を躊躇したとも語っている。
この事件以降、ヘルズ・エンジェルスとストーンズ、とりわけジャガーの関係は完全に悪化した。1983年、エンジェルスのメンバーがジャガーの暗殺計画を企てているという報道が出た。ストーンズが事件の裁判でエンジェルスを全く擁護しなかった事を逆恨みし、既に計画を実行したがいずれも大事には至らなかったという。2008年には、BBCが元FBIの捜査官の話として、エンジェルスのメンバーがニューヨークのロングアイランド湾にあるジャガー邸にボートで侵入しようとしたが、嵐に見舞われてボートが転覆しそうになり断念し、それ以降は暗殺計画が実行される事はなかった、と報じている。

## ストーンズのセットリスト
当日のストーンズのセットリストは次の通り。
1. ジャンピン・ジャック・フラッシュ
2. キャロル
3. 悪魔を憐れむ歌
4. ザ・サン・イズ・シャイニング
5. ストレイ・キャット・ブルース
6. むなしき愛
7. アンダー・マイ・サム
8. ブラウン・シュガー
9. ミッドナイト・ランブラー
10. リヴ・ウィズ・ミー
11. ギミー・シェルター
12. リトル・クイニー
13. サティスファクション
14. ホンキー・トンク・ウィメン
15. ストリート・ファイティング・マン